# Lema da ferradura
Em álgebra homológica, o lema da ferradura, também chamado de teorema da resolução simultânea, é uma afirmação que relaciona as resoluções de dois objetos {\displaystyle A'} e {\displaystyle A''} às resoluções de prorrogações de {\displaystyle A'} por {\displaystyle A''}. Diz que se um objeto {\displaystyle A} é uma extensão de {\displaystyle A'} por {\displaystyle A''}, então uma resolução de {\displaystyle A} pode ser construído indutivamente com o n-ésimo item na resolução igual ao coproduto dos n-ésimos itens nas resoluções {\displaystyle A'} e {\displaystyle A''}. O nome do lema vem da forma do diagrama que ilustra a hipótese do lema.